# Branimir Livadić
Branimir Wiesner Livadić (Samobor, 30. rujna 1871. – Zagreb, 30. srpnja 1949.), hrvatski književnik, novelist, pjesnik, putopisac, esejist i kritičar.

## Životopis
Osnovnu školu završio u rodnom gradu, a gimnaziju u Zagrebu. Studij filozofije i germanistike pohađao je u Zagrebu, a zatim u Beču, gdje je doktorirao 1895. disertacijom Bit lirskoga (nje. Das Wesen des Lyrischen). Kao srednjoškolski profesor službovao je Senju, Zagrebu, Varaždinu i Karlovcu. Bio je ravnatelj Glumačke škole (u dva navrata) i drame u Hrvatskom narodnom kazalištu u Zagrebu.
Bio je urednik Suvremenika (od 1907. – 1919.), Hrvatskog kola i Hrvatske revije (1928. – 1929.) te predsjednik hrvatskog P.E.N.-kluba. Od 1920. je ravnatelj Drame HNK.
Savremenik preuzima u jeku sukoba »starih« i »mladih«. Premda ga po pitanjima angažiranosti književnosti, slobode umjetničkog stvaranja i larpurlartizma svakako treba uvrstiti u »mlade«, oko Savremenika je uspio okupiti sve poznatije pisce, bez obzira na njihovu kulturnu orijentaciju i političku pripadnost.
Pisao je pjesme, novele i kritike. Prozna djela su mu nadahnuta modernizmom. 
U uspjelijim novelama u pravilu dominira intimna tematika ljubavi i seksualnosti. 
U svojim se programskim člancima bavio pitanjem doživljaja umjetnosti kao estetskog fenomena, no bez određenijeg sustava i teorijske podloge.

## Književno stvaralaštvo
Livadić je bio jedan od najradikalnijih modernista i u proznom i u kritičkom djelu. U književnosti se javio 1900. godine, a pisao je pjesme, novele, eseje i kazališne kritike. Najzapaženiji je bio kao pripovjedač u novelama koje su sabrane u dvije zbirke.
Važnija su mu djela zbirka Novele (1910.), Legenda o Amisu i Amilu (1913.), te putopis Do Buenos Airesa (1937.).

## Djela
- Jeremija (1893.), pjesnička pripovijest [4]
- Za slobodu stvaranja (1900.)
- Novele (1910.)[5] (elektronička inačica  Arhivirana inačica izvorne stranice od 13. siječnja 2022. (Wayback Machine))
- Legenda o Amisu i Amilu (1913.)[6] (elektronička inačica)
- Novele: novi izbor (1932.)
- Do Buenos Airesa (1937.), putopis [7]
- Pjesme i pripoviesti (1944.)[8] (elektronička inačica)

## Vanjske poveznice
- Novele i Biografija  Arhivirana inačica izvorne stranice od 28. travnja 2011. (Wayback Machine)
- Branimir Livadić (30. rujna 1871. – 30. srpnja 1949.), KGZ
- Branimir Livadić, Hrvatsko kazalište, Obzor : spomen knjiga 1860-1935, 1936., str. 139-144